# جيم والش (كرة سلة)
جيم والش (بالإنجليزية: Jim Walsh)‏ مواليد 29 أغسطس 1930 في سان فرانسيسكو - الوفاة 04 مارس 1976، كان لاعب كرة سلة أمريكي بدأ مسيرته الاحترافية في سنة 1957 لعب في الرابطة الوطنية لكرة السلة وحمل الرقم 20. بلغ طوله 6 قدم 4 بوصة (1.9 م). مثّل منتخب بلاده. شارك في مسابقة كرة السلة في الألعاب الأولمبية الصيفية. اعتزل اللعب في 1958.

## فرق لعب لها
- غولدن ستايت ووريورز

## الميداليات
| الميدالية | المسابقة                       |
| --------- | ------------------------------ |
| ذهبية     | الألعاب الأولمبية الصيفية 1956 |

## روابط خارجية
- جيم والش على موقع الاتحاد الدولي لكرة السلة (الإنجليزية)
- جيم والش على موقع إن بي أي (الإنجليزية)
- جيم والش على موقع سبورتس رفرنس (الإنجليزية)
- جيم والش على موقع كلية كرة السلة في سبورتس رفرنس.كوم (الإنجليزية)
- جيم والش على موقع ريلجم (الإنجليزية)
- جيم والش على موقع بروبوليرز (الإنجليزية)
- جيم والش على موقع سبورتس رفرنس (الإنجليزية)
- جيم والش على موقع أوليمبيديا (الإنجليزية)